# Seznam novozelandskih skladateljev
Seznam novozelandskih skladateljev.

## B
- Jack Body

## C
- Edwin Carr

## F
- Gareth Farr

## H
- Neville Hall (novozelandsko-slovenski)

## L
- Douglas Lilburn

## R
- John Rimmer